# Sabelspoort
De Sabelspoort (ook wel Eusebiuspoort genoemd) is een stadspoort van Arnhem.
De poort werd voor het eerst genoemd in 1357. Arnhem heeft ooit vier stadspoorten gehad.
De Sabelspoort maakte deel uit van een burcht die omringd was door een hoge muur met schietgaten. Later werd de poort ook gebruikt om gevangenen en krankzinnigen in op te sluiten, waardoor hij ook wel de 'Geckenpoort' werd genoemd.
In 1642 werd de poort gerestaureerd en kreeg hij aan de stadszijde een renaissancegevel. In latere jaren werd de poort ingesloten door huizen, maar gedurende de Tweede Wereldoorlog en vooral tijdens de Slag om Arnhem waren deze huizen zo ernstig beschadigd dat ze na de bevrijding werden gesloopt en de poort vrij kwam te staan. Ook de poort zelf raakte zwaar beschadigd.
In 1952 werd de poort herbouwd. Sindsdien maakt hij deel uit van het ernaast gelegen Provinciehuis van Gelderland.

## Galerij

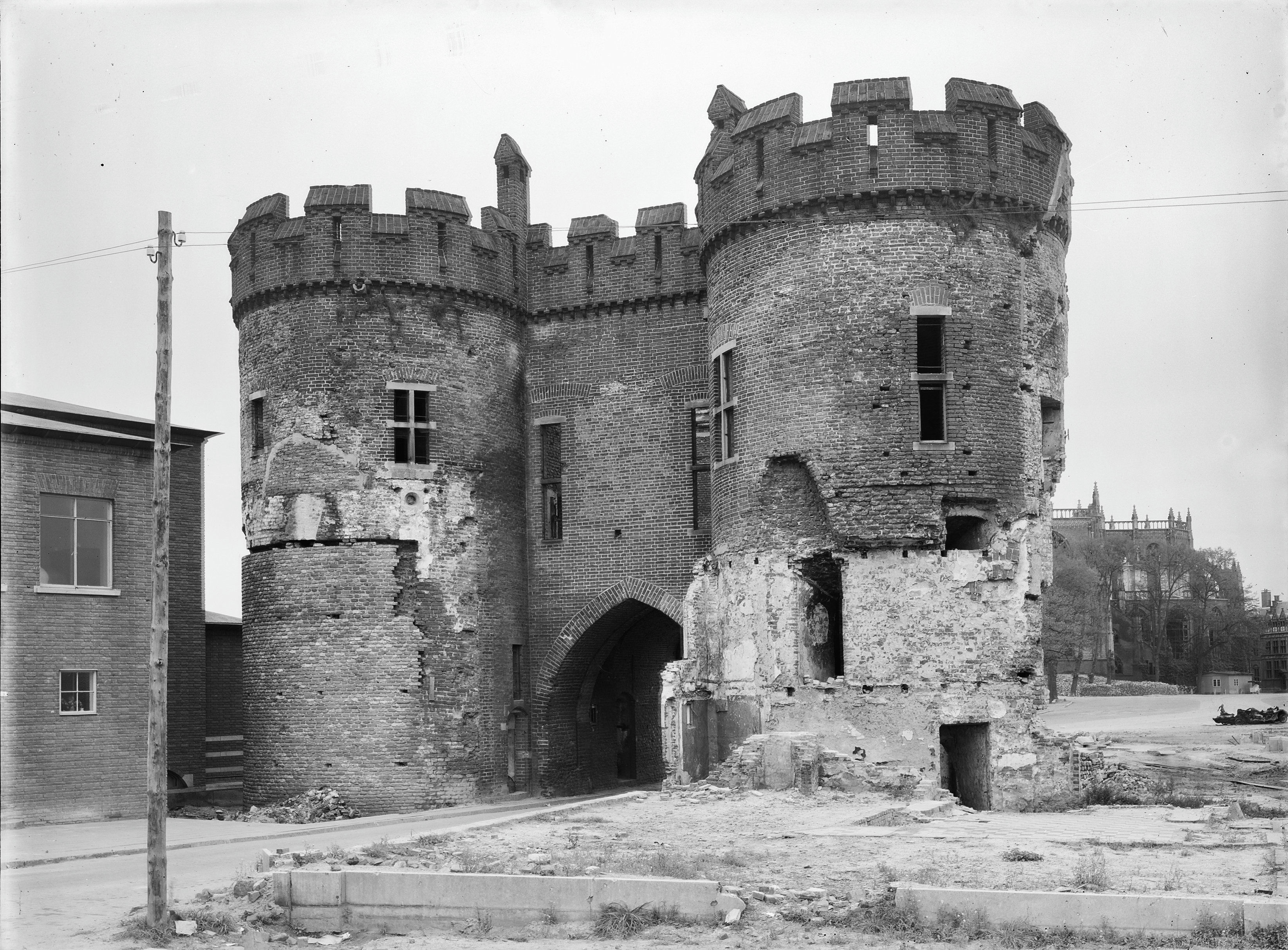
Na de Tweede Wereldoorlog
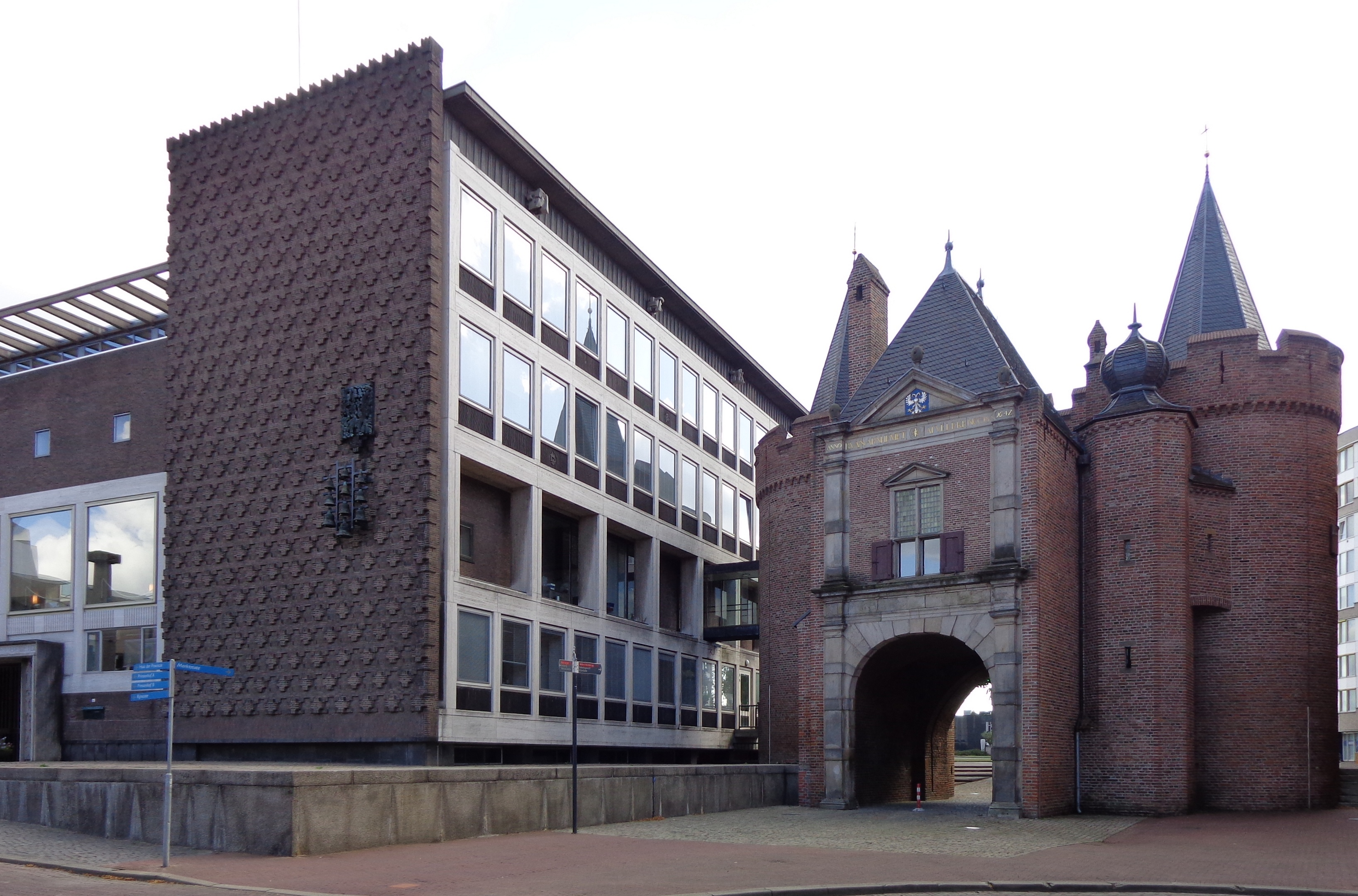
Met het aangebouwde Provinciehuis
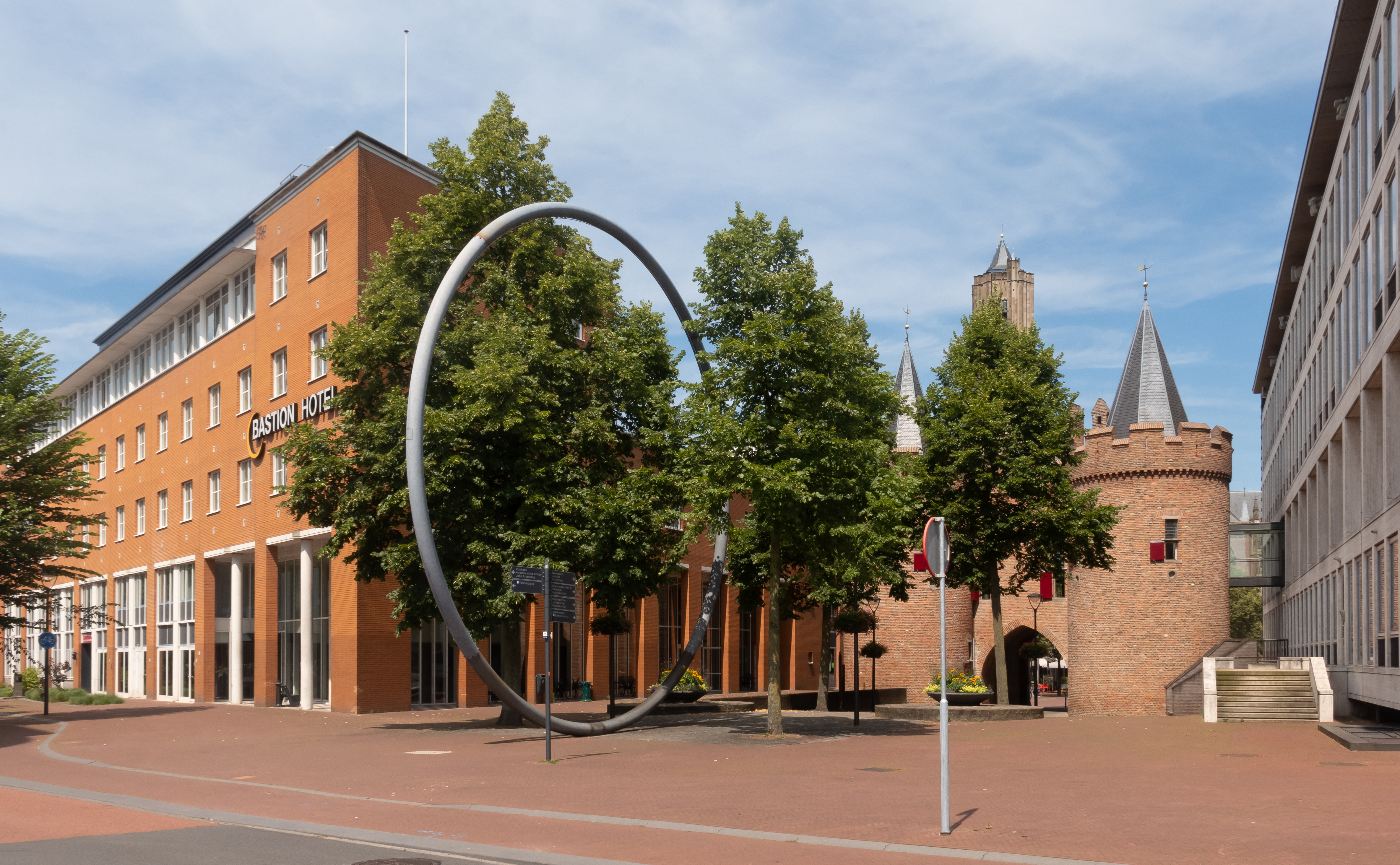
Rijnzijde poort
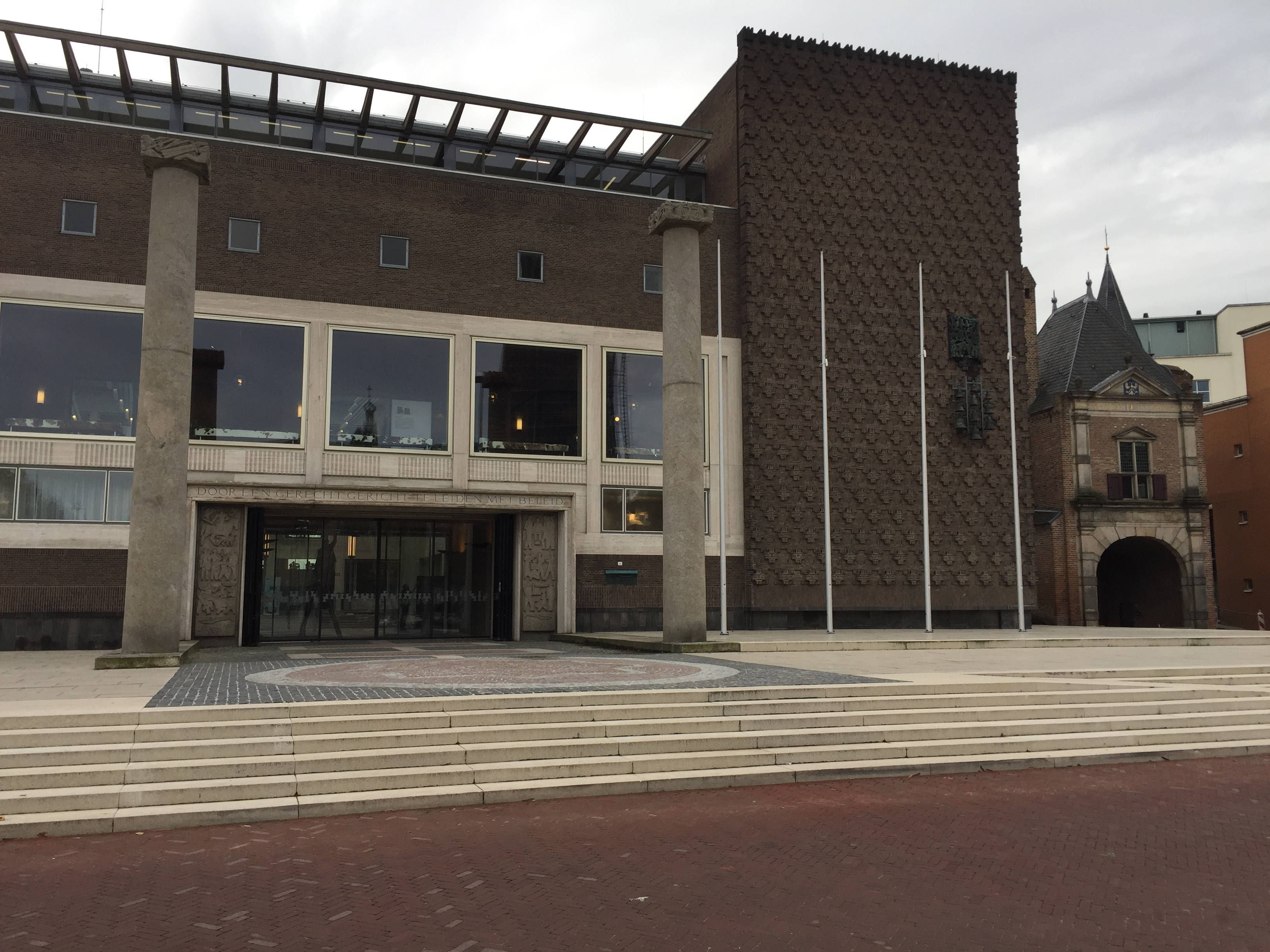
Sabelspoort en het Provinciehuis van Gelderland